# Liga de la Justicia 3000
La Liga de la Justicia 3000 es una serie de cómics publicada por la editorial DC Comics, así como la encarnación en el Siglo XXXI de la Liga de la Justicia. Esta agrupación tiene sus aventuras en el futuro del Universo DC y siendo parte de las nuevas series de Los Nuevos 52.
La serie cuenta con versiones futuristas de Superman, Batman, Mujer Maravilla, Flash y Linterna Verde, que han sido parte de la creación del Proyecto CADMUS, un proyecto secreto del gobierno estadounidense que, a lo largo de siglos guardó muestras genéticas de los superhéroes más reconocidos del Universo DC.
La serie es escrita por JM DeMatteis, Keith Giffen e ilustrada por Howard Porter, los mismos creadores de la Liga de la Justicia Internacional, y la Liga de la Justicia Europa. Justice League 3000 comenzó a publicarse en diciembre de 2013.

## Sinopsis de la serie
La serie fue anunciada por primera vez en un panel de un anuncio que DC Comics que realizó, y más tarde fue confirmado por la Comic Book Resources, el título reuniría a los creadores de creadores de la Liga de la Justicia Internacional, y la Liga de la Justicia Europa, los escritores Keith Giffen, JM DeMatteis y el dibujante Kevin Maguire, junto con el diseñador de personajes el artista Howard Porter. En agosto de 2013, se anunciaría que Kevin Maguire dejaría el título; Howard Porter se haría cargo de las ilustraciones, y el estreno del título fue aplazado su estreno hasta diciembre de 2013. inicialmente se iba a publicar en octubre de 2013.
Los escritores habían ofrecido muy poco sobre la sinopsis de fondo del equipo o de sus personajes, afirmando que estos son nuevas versiones de los personajes, y no son descendientes de personajes existentes, a excepción que lo único que los ligaba era que serían clonaciones de los originales y heredando sus nombres, poderes y/o habilidades. De acuerdo con los autores, por el momento no hay planes para introducir más miembros en esta encarnación de la Liga de la justicia. A pesar de que la Liga de la Justicia 3000 se lanzaría al mes siguiente de la cancelación de la Legión de Superhéroes, así como se llevaría a cabo dentro del mismo período de tiempo, el escritor Keith Giffen ha confirmado que ni la serie ni su mito están conectados.

## Sinopsis del equipo
Al ser un equipo formado por el Proyecto terrícola CADMUS en el siglo XXXI, y que su base de operaciones es la Tierra, y que sus modus operandi no se establece en la Tierra, sino en una serie de colonias terrícolas fuera del sistema solar, de las cuales su origen se basa tras un conflicto cósmico (denominado El Gran Desaste) que devastó a casi media galaxia, especialmente a la misma Tierra, que la sociedad terrestre se asoció luego de una rebelión a un confinamiento galáctico conocido como La Mancomunidad. Estos heroes surgieron para reimplantar algo del orden que se dio en la Tierra del siglo XXI, y que fue comandada por la Liga de la Justicia original, así que un grupo de científicos del Proyecto CADMUS decidieron proceder a llevar a cabo un proyecto de superhéroes en el siglo XXXI para salvarguardar a la raza humana del siglo XXXI (ahora agrupada como La Mancomunidad) que habita diferentes mundos colonizados así como su planeta de origen y controlados por los Gemelos Fantásticos, siendo todas estas versiones clonadas de los superhéroes del siglo XXI. Todos estos heroes son el resultado de la conservación de su ADN original desde el mismo siglo XXI.

### Lista de Miembros
- Superman - Clark Kent (Clon del original del siglo XXI)
- Flash - Barry Allen (Clon del original del siglo XXI)
- Linterna Verde - Hal Jordan (Clon del original del siglo XXI) Su fuente de poder es una versión de la imitación de los poderes de los Linterna Verde, y que dicha agrupación en este siglo han sido prohibidos en el sector 2814.
- Batman - Bruce Wayne (Clon del original del siglo XXI)
- Wonder Woman - (Clon de la original del siglo XXI)
- Firestorm - (Clon de la matriz original del siglo XXI)

#### Jefes del proyecto
- Alicia Masters

#### Gemelos Fantásticos (versión Siglo XXXI)
- Teri (Muerta en Liga de la Justicia 3000 #7 (junio de 2014), resucitada como clon y recombinando su ADN del Flash del siglo XXI, convirtiéndose en la nueva Flash.
- Terry